# نرويجيان إيبيك
نرويجيان إيبيك (بالإنجليزية: Norwegian Epic)‏ هي سفينة سياحية والتي تديرها شركة نرويجيان كروزز. ودخلت في الخدمة في عام 2009.

## نبذة
تتميز فئة إيبيك من سفن شركة نرويجيان عن مثيلتها فئة بريك أواي بانها ثاني أكبر فئة من سفن إسطول الشركة. تمثل نرويجيان إيبيك «الجيل الثالث» من السفن السياحية ذات الطراز الحر ويسمح حجمها لشركة نرويجيان بامتلاك سفن من «الفئة الضخمة» ومنافسة رويال كاريبيان وكارنيفال على الرغم من أنها لا تزال أصغر بنسبة 32٪ بالحمولة الإجمالية من أكبر سفن الركاب في العالم سفن رويال كاريبيان أواسيس أوف ذا سيز وهارموني أوف ذا سيز.
تم بناء السفينة بواسطة أس تي أكس فرنسا في حوض شانتيي دو لاتلونتيك لبناء السفن في فرنسا. في سبتمبر 2008 بعد ان اكتمل 25 ٪ تقريبًا من البناء، نشأ نزاع حول سعر أول سفينة بين نرويجيان كروزز وأس تي أكس فرنسا. أفادت التقارير أن إستحواذ مجموعة أبولو الاستثمارية على 50٪ من نرويجيان للرحلات البحرية في أغسطس 2007 أدى إلى إجراء أبولو عدة تغييرات على التصميمات، مما أدى إلى ارتفاع تكلفة السفينة الأولى. تضمنت إحدى التغييرات إضافة ثلاثة طوابق فوق بنيتها العليا. وأدى الخلاف إلى تعليق البناء حتى يتم التوصل إلى اتفاق جديد، وفي النهاية تم الإعلان عن اكمال بناء السفينة الأولى وإلغاء بناء السفينة الثانية.

أجريت التجارب البحرية للسفينة على مدار أربعة أيام بدءًا من 10 فبراير 2010. وفي أوائل مايو 2010 اندلع حريق في منطقة إمداد في الخلف في الطابق 4، وبالرغم من تمكن رجال الإطفاء من احتواء الحريق قبل انتشاره أثار الحريق انتباه المسؤولين، وتم التحقيق في الحادث من قبل شرطة سان نازير باعتباره حريقًا متعمدًا. كان يشتبه في أن بعض العمال ربما تعمدوا إشعال النار انتقاما لنزاع السعر بين الشركتين، ومع ذلك تم تسليم نرويجيان إيبيك في الوقت المحدد.
يتم تشغيل السفينة بواسطة محطة تعمل بالديزل والكهرباء، حيث توفر محركات ماك الستة ذات الأشواط الطويلة ما مجموعه 79.8 ميجاوات لدفع السفينة وإنتاج الكهرباء على متنها لتقوم الطاقة الكهربائية بتشغيل المحركات والتي تقوم بتشغيل مروحتي الدفع. في السفينة 4100 مهجع للركاب، ومنزلق أنبوبي بوعاء مائي. تحتوي السفينة أيضًا على جدار للتسلق وصالة بولينج بثلاثة حارات جنبًا إلى جنب مع بار ثلجي (−8 درجة مئوية) حيث يتعين على العملاء ارتداء سترات.